# 吕多-拉多斯
吕多-拉多斯（法語：Rudeau-Ladosse，法語發音：[ʁydo ladɔs]）是法国多尔多涅省的一个市镇，属于农特龙区。该市镇由吕多（Rudeau）和拉多斯（Ladosse）等村庄组成。

## 地理
吕多-拉多斯（45°28'49"N, 0°33'0"E）面积13.74 平方千米，位于法国新阿基坦大区多爾多涅省，该省份为法国西南部内陆省份，是法國本土面积第三大的省，大致对应佩里戈尔地区，北起顺时针与夏朗德省、上维埃纳省、科雷兹省、洛特省、洛特-加龙省、吉倫特省和滨海夏朗德省接壤。
与吕多-拉多斯接壤的市镇（或旧市镇、城区）包括：科讷扎克、佩里戈尔地区马勒伊、吕萨和农特罗诺、圣叙尔皮斯-德马勒伊。

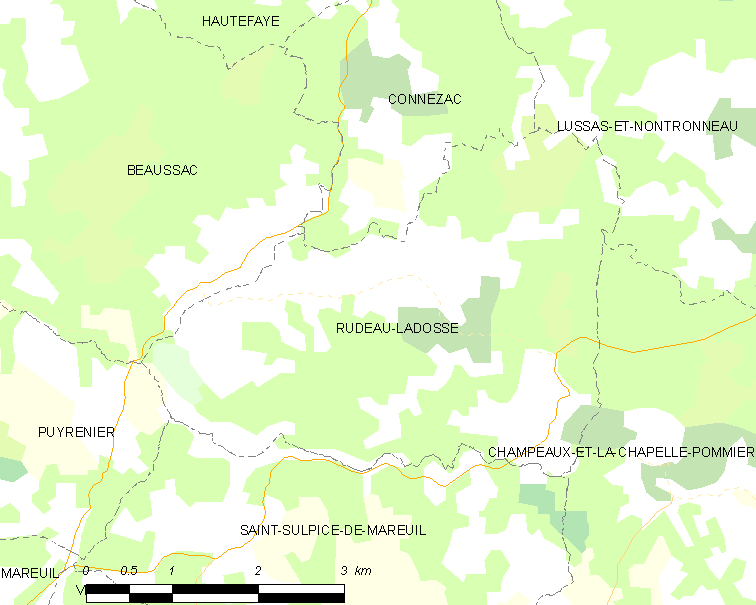
吕多-拉多斯的OSM定位图

吕多-拉多斯的时区为UTC+01:00、UTC+02:00（夏令时）。

## 行政
吕多-拉多斯的邮政编码为24340，INSEE市镇编码为24221。

## 政治
吕多-拉多斯所属的省级选区为佩里戈尔地区布朗托姆县。

## 人口

1962-2008年间吕多-拉多斯人口变化图示

吕多-拉多斯于2022年1月1日时的人口数量为154人。